# Unterlassungsklage
Die Unterlassungsklage ist im Zivilprozess eine Leistungsklage, durch die der Kläger eine gegenwärtige oder künftige Beeinträchtigung seiner Rechte abwehren will und das Gericht durch Gerichtsurteil dem Beklagten die Unterlassung bestimmter beeinträchtigender Handlungen auferlegt.

## Allgemeines
Die Unterlassungsklage stützt sich auf einen Unterlassungsanspruch, aufgrund dessen dem Berechtigten das gesetzlich eingeräumte Recht auf Unterlassung zusteht.
Die Unterlassungsklage wird beim örtlich (§ 12 ZPO) und sachlich zuständigen Gericht eingereicht. Die sachliche Zuständigkeit des Gerichts hängt vom Rechtsgebiet (Unterlassungsanspruch aus dem Zivilrecht oder aus dem öffentlichen Recht) ab, der Streitwert (§ 23 GVG, § 71 GVG) ist lediglich im Zivilrecht von Bedeutung.
Die Unterlassungsklage erfordert eine gegenwärtige oder künftige Beeinträchtigung der Rechte, während mit der Verpflichtung zum Schadensersatz bereits eingetretene Rechtsverletzungen kompensiert (§ 249 BGB) werden.
Das Reichsgericht (RG) hat im Januar 1905 eine „allgemeine Unterlassungsklage“ gegen drohende rechtswidrige Eingriffe in absolute Rechte und andere Rechtspositionen anerkannt.

## Rechtsgebiete
Als Rechtsgebiete für Unterlassungsklage kommen zivilrechtliche und öffentlich-rechtliche Unterlassungsansprüche in Frage.

### Zivilrecht
Die Unterlassungsansprüche im Zivilrecht sind vielfältig. Hauptfälle sind die Eigentumsbeeinträchtigung (actio negatoria, § 1004 BGB), Besitzstörung (§ 862 BGB) oder die Verletzung des Rechts der persönlichen Ehre oder des Namensrechts (§ 12 BGB), aber auch Interessen des Verbraucherschutzes oder der gewerbliche Rechtsschutz. Gegen unwirksame Allgemeine Geschäftsbedingungen gewährt das Unterlassungsklagengesetz insbesondere den Verbraucherschutzverbänden im Wege der Verbandsklage besondere Unterlassungs- und Widerrufsansprüche.
Ein Beispiel für das Verfahren entstammt dem Mietrecht, das dem Mieter den vertragswidrigen Gebrauch der Mietsache verbietet. Der Mieter ist beispielsweise ohne die Erlaubnis des Vermieters nicht berechtigt, den Gebrauch der Mietsache einem Dritten zu überlassen (§ 540 Abs. 1 BGB). Setzt der Mieter einen vertragswidrigen Gebrauch der Mietsache trotz einer Abmahnung des Vermieters fort, so kann dieser auf Unterlassung klagen (§ 541 BGB). Das Gesetz räumt also dem Vermieter einen Unterlassungsanspruch ein, der nach erfolgter Abmahnung justiziabel wird. Die Anspruchsgrundlage ergibt sich hier aus § 541 BGB, wohingegen bei den meisten Unterlassungsansprüchen § 1004 BGB zur Anwendung kommt.
Die Abmahnung geht üblicherweise auch dort, wo es das Gesetz nicht vorschreibt, einer Unterlassungsklage voraus. Diese kann allerdings auch rechtsmissbräuchlich zur Einschüchterung des Gegners eingesetzt werden, obwohl ein Unterlassungsanspruch in Wahrheit gar nicht besteht oder nicht durchsetzbar ist, im US-amerikanischen Prozessrecht bekannt unter der Abkürzung SLAPP.
In der Regel muss zur Erhebung einer Unterlassungsklage bereits eine Rechtsverletzung eingetreten sein und eine Wiederholung drohen (Rechtsschutzinteresse). Nur unter sehr engen Voraussetzungen kann auch eine so genannte vorbeugende Unterlassungsklage erhoben werden, wenn noch keine Rechtsverletzung eingetreten ist, diese also zum ersten Mal droht. Die Zulässigkeit einer solchen vorbeugenden Unterlassungsklage setzt ein qualifiziertes Rechtsschutzinteresse voraus, das üblicherweise nur dann gegeben ist, wenn dem Kläger nicht zuzumuten ist, den Eintritt des abzuwehrenden Ereignisses abzuwarten.
Wer in seinen Rechten dadurch verletzt wird, dass ein anderer einen Firmennamen unbefugt gebraucht, kann gemäß § 37 Abs. 2 HGB von diesem die Unterlassung des Gebrauchs der Firma verlangen.

### Öffentliches Recht
Der öffentlich-rechtliche Unterlassungsanspruch besitzt keine eigenständige Anspruchsgrundlage, sondern ergibt sich daraus, dass ein Hoheitsträger durch Verwaltungsakt oder sonstiges Verwaltungshandeln eine öffentlich-rechtliche Störungshandlung vornimmt. Im öffentlichen Recht stützt man deshalb die Ansprüche zumeist auf eine analoge Anwendung der zivilrechtlichen Normen. Der Unterlassungsanspruch ist auf eingetretene, sich wiederholende hoheitliche Eingriffe oder auf die Abwehr drohender Eingriffe gerichtet. Anwendungsfälle sind beispielsweise Immissionen öffentlicher Einrichtungen wie beim nächtlichen Glockengeläut oder beim Spielplatz.
Er kann sich auch auf die Abwehr bzw. das Unterlassen hoheitlicher Äußerungen oder schlichten Verwaltungshandelns richten, wie beispielsweise der Veröffentlichung einer Liste aller in Deutschland mit Diethylenglykol („Glykol“) kontaminierten Weine unter Angabe der jeweiligen Abfüller oder der öffentlichen Förderung von Projekten gegen die „Osho-Bewegung“.

## Gerichtsurteil
Die Unterlassungsklage muss in der Klageschrift gemäß § 253 Abs. 2 Nr. 2 ZPO neben der Bezeichnung der Parteien und des Gerichts vor allem die bestimmte Angabe des Streitgegenstandes und des Grundes des erhobenen Anspruchs sowie einen bestimmten Antrag enthalten. Die Klage muss auf Unterlassung einer bestimmten Art von Störungen lauten, etwa während der Nachtruhe Lärm mit mehr als 35 dB(A) zu machen; auch das Hausverbot zielt auf Unterlassung. Das Gericht hat die Möglichkeit, eine Unterlassungsklage abzuweisen oder den Störer zur Unterlassung zu verurteilen. Die Abweisung der Klage führt dazu, dass das bisherige Verhalten des Störers weiterhin fortgesetzt werden darf. Die gerichtliche Unterlassungsanordnung kommt dagegen einem Verbot gleich. Dem Störer wird gerichtlich verboten, die im Urteil genau beschriebenen Handlungen weiterhin vorzunehmen. Für den Fall der Missachtung droht das Gericht gemäß § 890 Abs. 1 ZPO wegen einer jeden Zuwiderhandlung auf Antrag des Gläubigers ein Ordnungsgeld und für den Fall, dass dieses nicht beigetrieben werden kann, Ordnungshaft bis zu sechs Monaten an. Das einzelne Ordnungsgeld darf den Betrag von 250000 Euro, die Ordnungshaft insgesamt zwei Jahre nicht übersteigen.

## International
In der Schweiz und in Österreich können Unterlassungsklagen auf die gleichen Beeinträchtigungen gestützt werden wie in Deutschland. In der Schweiz ist die Unterlassungsklage als provisorische Rechtsschutzmaßnahme vorgesehen und vor allem dann sinnvoll, wenn der Betroffene von einer Persönlichkeitsrechtsverletzung bedroht wird (Art. 28a Abs. 1 Ziff. 1 ZGB). Unterlassungsklagen müssen auf das Verbot eines genau umschriebenen Verhaltens gerichtet sein.
Die Unterlassungsklage ist in der österreichischen ZPO nicht gesondert geregelt, sondern wird als materiell-rechtlich begründete Rechtsschutzform (verschuldensunabhängiger Unterlassungsanspruch) verstanden, mit der weitere oder unmittelbar drohende Rechtsverletzungen abgewendet werden sollen. Liegt in Österreich eine Beeinträchtigung des Grundstückeigentums etwa wegen Verstößen gegen das Rücksichtnahmegebot gemäß § 364 ABGB vor, so entstehen hieraus Ansprüche, die der Grundstückseigentümer gegen den Störer geltend machen kann. Im Falle einer Wiederholungsgefahr oder einer andauernden aktuellen Gefährdung entsteht dem Grundstückseigentümer ein Unterlassungsanspruch, der durch eine vorbeugende Unterlassungsklage geltend gemacht werden kann. Dem Obersten Gerichtshof (OGH) zufolge liegt bereits im Fortbestehen eines Zustandes, der keine Sicherungen gegen weitere Rechtsverletzungen bietet, eine Wiederholungsgefahr. Außerdem ist Wiederholungsgefahr anzunehmen, wenn der unterlassungspflichtige Beklagte sein Unrecht nicht einsieht.
Im Common Law gibt es ebenfalls die Unterlassungsklage (englisch injunction), wobei zwischen Klagen im vorbeugenden Rechtsschutz (englisch interlucatory injunction) und Klagen auf Einhaltung der Unterlassungspflichten (englisch prohibitory injunction) zu unterscheiden ist. Bei einer künftig anzunehmenden Vertragsverletzung ist bereits eine Unterlassungsklage möglich.